# Regina Kempf
Regina Kempf (geboren am 5. Dezember 1943 in Herisau) ist eine ehemalige Schweizer Moderatorin und Journalistin des heutigen Schweizer Radios und Fernsehens (SRF).

## Leben
Zusammen mit drei Geschwistern wuchs Regina Kempf in einer Kaufmannsfamilie auf. Obwohl die Familie keinen Fernseher besass, unterstützten ihre Eltern ihren Wunsch, eine Schauspielausbildung zu machen. Die einzige Bedingung war, dass sie zuerst etwas Richtiges lernen sollte. Sie kam dem Wunsch ihrer Eltern nach und besuchte zwischen 1959 und 1963 die Handelsabteilung der Töchterschule in St. Gallen. Zwischen 1963 und 1966 absolvierte sie, neben ihren ersten Schritten im Fernsehen, die Schauspielakademie Zürich. Von 1976 bis 1978 liess sie sich in Zürich zur Gymnastiklehrerin ausbilden und schloss mit einem Diplom ab. Danach unterrichtete sie Atemtechnik und Gymnastik in Thalwil und später in Richterswil. Regina Kempf war mehrmals verheiratet. Die Ehen blieben kinderlos.

## Beruflicher Werdegang
Nach ihrer Schauspielausbildung in Zürich bewarb sich Regina Kempf 1966 beim Schweizer Fernsehen für ein Volontariat als Fernseh-Redaktorin. In einer männerdominierten Umgebung war das für eine Frau, in der damaligen Zeit, ein ungewöhnlicher Schritt. Dank ihrem selbstbewussten Auftreten war sie eine der ersten zwei Volontärinnen, die das Schweizer Fernsehen aufgenommen und ausgebildet hat. Die ersten drei Monate arbeitete sie im Archiv, moderierte jedoch noch im selben Jahr das erste Mal aus dem Studio Bellerive, der Geburtsstätte des Schweizer Fernsehens.
Radio Beromünster lancierte 1969 mit dem Nachtexpress-Wunschkonzert ein neues, sehr erfolgreiches Format. Es war das erste Sendeformat, bei dem Hörer direkt im Studio anrufen konnten und ihre Wünsche live äusserten. Jeden Freitag wurde zwischen 22 Uhr und 2 Uhr morgens im Dauerbetrieb gesendet. Ihre charmante und unverwechselbare Radiostimme machte Regina Kempf schweizweit bekannt und beliebt. Ab 1977 führte Regina Kempf durch die beliebte Radiosendung Guete Samschtig mitenand. Zwischen 1993 und 2000 moderierte sie das Hafenkonzert – Gruß vom Bodensee aus Arbon. Die Sendung für Freunde der Volksmusik, gehörte in vielen Schweizer Haushalten zum sonntäglichen Morgenritual. Schweizer Radio DRS strahlte die Sendung in seinem ersten Programm aus.
In den Jahren 1970 bis 1990 arbeitete sie als Moderatorin und Redaktorin beim Schweizer Fernsehen DRS. Als freie Journalistin verfasste sie diverse Artikel für Zeitungen und Zeitschriften und zeigte sich redaktionell verantwortlich für Beiträge und Serien unter anderem in Der Sonntag, Blick und Neue Zürcher Zeitung. In ihren Anfängen moderierte sie unter anderem Frauensendungen wie das Konsumentenmagazin Tipps für sie. Von 1970 bis 1990 war sie als Fernsehansagerin verantwortlich für die Programmansagen. Vor der ersten Ausstrahlung produzierte das Schweizer Fernsehen, seine erste Homestory, die Regina Kempf in ihrem privaten Umfeld zeigte. Neben dieser Tätigkeit moderierte sie unter anderem die Sendungen Unbekannte Bekannte (1980–1982) und Kaländer (1985–1992).
In einem Artikel von 2022 nannte das SRF Kempf als eine von neun Persönlichkeiten, die die Radio- und Fernsehlandschaft in der Schweiz besonders nachhaltig geprägt haben. Im Fernsehen der damaligen Zeit repräsentierte Kempf das Ideal der Schweizer Frau.
Die Moderationstechnik entwickelte sich weiter und die Einführung des Teleprompters ermöglichte es den Ansagerinnen, den Moderationstext vom Bildschirm abzulesen. Kempfs Kompetenzen waren nicht mehr gefragt. Die Texte wurden von den Redaktionen zusammengestellt und mussten nicht mehr auswendig gelernt werden. Aufgrund dieser Veränderung beendete Regina Kempf 1992 ihre Fernsehkarriere.
Seit 1997 arbeitet Kempf als Feldenkrais-Therapeutin.